# Зигфрид Венц
Зигфрид "Зиги" Венц (Ротенбах бај Санкт Волфганг у околини Нирнберга, 7. март 1960.) некадашњи је западнонемачки атлетичар који се такмичио у десетобоју. Освајач је бронзане медаље на Олимпијским играма 1984. и двоструки освајач медаља на Светским првенствима. Са резултатом од 6.163 поена био је скоро три године светски рекордер у седмобоју у дворани.

## Каријера
Венцов најзапаженији резултат је освајање бронзане медаље на Олимпијским играма 1984. у Лос Анђелесу. Тада је сакупио 8.412 поена.
Његов лични рекорд је 8.762 поена постигнут је 5. јуна 1983. у Филдерштату-Бернхаузену у Баден-Виртембергу.
Након каријере у спорту, Венц је постао лекар, да би на врхунцу каријере у медицини постао главни лекар ортопед на клиници Шлиселбад у Бад Петерсталу (Шварцвалд).

## Међународна такмичења
| Година | Такмичење          | Место                     | Позиција | Дисциплина | Резултат    | Белешка |
| ------ | ------------------ | ------------------------- | -------- | ---------- | ----------- | ------- |
| 1982   | Европско првенство | Атина, Грчка              | 20.      | Десетобој  | 7.284 поена |         |
| 1983   | Светско првенство  | Хелсинки, Финска          | 3.       | Десетобој  | 8.478 поена |         |
| 1984   | Олимпијске игре    | Лос Анђелес, САД          | 3.       | Десетобој  | 8.412 поена |         |
| 1986   | Европско првенство | Штутгарт, Западна Немачка | 3.       | Десетобој  | 8.676 поена |         |
| 1987   | Универзијада       | Загреб, Југославија       | 1.       | Десетобој  | 8.348 поена |         |
| 1987   | Светско првенство  | Рим, Италија              | 2.       | Десетобој  | 8.461 поен  |         |
| 1990   | Европско првенство | Сплит, Југославија        | 12.      | Десетобој  | 7.810 поена |         |

## Аутор књиге
- Алтмајер, Дорис; Венц, Зигфрид: Исхрана са задовољством - Кретање са мером, 2004, Fitness Advisor